# Брадат овес
Брадатият овес (Avena barbata) е вид растение от семейство Житни (Poaceae).
Таксонът е описан за пръв път от Хайнрих Фридрих Линк през 1799 година.

## Подвидове
- Avena barbata subsp. atherantha
- Avena barbata subsp. barbata
- Avena barbata subsp. castellana
- Avena barbata subsp. hirtula
- Avena barbata subsp. lusitanica
- Avena barbata subsp. wiestii